# Худоярова, Гульшана Бердиназаровна
Худоярова Гульшана Бердиназаровна (узб. Xudoyarova Gulshana Berdinazarovna; 22 июля 1972 года, Кашкадарьинская область, УзССР, СССР) — узбекский государственный деятель, Член Комитета по вопросам науки, образования, культуры и спорта, кандидат педагогических наук. Член  Либерально-демократической партии Узбекистана.

## Биография
Гульшана Бердиназаровна родилась в Кашкадврьинской области 22 июля 1972 года. Закончила Каршинский государственный университет, получив образование по специальности преподаватель истории, основы государственного права, обществоведения. С 2015 по 2020 год являлась депутатом Законодательной палаты Олий Мажилиса РУ 3 созыва. С января 2020 года Худоярова Гульшана работает депутатом Законодательной палаты Олий Мажилиса РУ 4 созыва от Касанского избирательного округа № 129 Кашкадарьинской области. Член Комитета по по вопросам науки, образования, культуры и спорта.

## Награды
28 августа 2020 года удостоена медали "Содиқ хизматлари учун".